# آبرژمان‌لارونس
ابرجمنت-لا-رانسی (به فرانسوی: Abergement-la-Ronce) یک کامین در فرانسه با جمعیت ۷۴۴ نفر است که در Canton of Dole-Sud-Ouest واقع شده‌است.